# Агапонов Микола Нефедович
Микола Нефедович Агапоно́в  (*9 квітня 1940 року, Троїцьк, Челябінської області, Росія) — український вчений-лісівник. Дійсний член Лісівничої академії наук України, асоційований член Кримської академії наук, завідувач кафедри лісівництва та лісових культур Південної філії «Кримський агротехнічний університет» Національного університету біоресурсів і природокористування України, доктор сільськогосподарських наук, професор.

## Освіта, наукові ступені та вчені звання
У 1969 закінчив Воронезький лісотехнічний інститут (тепер — Воронезька державна лісотехнічна академія, місто Воронеж (РФ). Спеціальність за дипломом про вищу освіту — «Машини і механізми лісової промисловості», кваліфікація — «Інженер-механік».
Науковий ступінь — доктор сільськогосподарських наук було присвоєно у 2005 р. за спеціальністю 06.03.01 — лісові культури і фітомеліорація. Дисертаційна робота була захищена у Національному лісотехнічному університеті України.

## Трудова діяльність
- У 1975—1981 працював на посаді молодшого наукового співробітника (Кримська гірсько-лісова науково-дослідна станція .
- З 1981 по 1994 рр. — на посаді старшого, а з 1994 по 1999 рр. — на посаді провідного наукового співробітника (там само).
- В період 1999—2000 та в 2004—2006 рр. — директор Кримської гірсько-лісової науково-дослідної станції.
- З 2007 по 2011 рр. — завідувач кафедри лісівництва та лісових культур (Південна філія «Кримський агротехнічний університет» НУБіП України, п. Аграрний, м. Сімферополь, АР Крим).

Викладає дисципліни — «Механізація лісогосподарських робіт», «Захисне лісорозведення», «Лісова меліорація», «Лісоагроландшафти», «Рекреаційне лісокористування», «Лісова політика» для кваліфікаційного рівня «Бакалавр» і «Спеціаліст» (спеціальності «Лісове господарство»).

## Наукова і педагогічна діяльність
Основні напрямки наукової діяльності:
- визначення деформації ґрунтів у разі глибокого безполицевого розпушування;
- дослідження зносу робочих органів у ґрунтообробних знарядь та інструментів;
- розробка робочих органів і пристроїв для машин та знарядь, що застосовуються для висіву насіння, садіння рослин, вибирання каміння з ґрунту тощо;

Агапонов М. Н. здійснює керівництво аспірантурою з 2004 року. Він є асоційованим членом Кримської академії наук. У 2000 році вченому присвоєно звання «Заслужений діяч науки і техніки АРК», а в 2009 році — звання «Заслужений винахідник України».

## Публікації
За роки своєї наукової і педагогічної діяльності науковий доробок вченого включає 5 монографій та більше 250 статей. Найважливішими серед них є такі:
- (рос.) Агапонов Н. Н. Технологический комплекс машин для облесения склонов (Обзорная информация) «Организация лесохозяйст-венного производства, механизация, охрана и защита леса» — М.: «ВНИИЦлесресурс Госкомлесхоза СССР», 1990. — Вып. 10. — 40 с.
- (рос.) Агапонов Н. Н. Механизация обработки почвы в лесомелиоративных насаждениях Крыма (Экспресс-информация). «Лесное хозяйство за рубежом». — М.: ВНИИЦлесресурс, 1996. — Вып. 6. — 36 с.
- (рос.) Агапонов Н. Н., Головин В. П. Агролесомелиоративно-ботанический словарь: Монография. — Симферополь, 2003. — 91 с.
- (рос.) Агапонов Н. Н., Ковальський А. И. Путеводитель по объектам лесной мелиорации горного Крыма. — Симферополь: Новая Эра, 2004. — 144 с.
- (рос.) Агапонов Н. Н., Плугатарь Ю. В. Лесная наука в Крыму (Результаты исследований Крымской ГЛНИС за 1952—2006 гг. и реферативный справочник). — Алушта, 2007. — 250 с.
- Агапонов М. Н. Досвід створення лісових культур у гірському Криму // Аграрна наука і освіта. — К.: НАУ, 2002. — Т.3. -№ 3-4. — С. 91-95.
- Агапонов М. Н. Лісомеліорація в Криму: результати та перспективи // Науковий вісник НАУ — К., 2000. — Вип. 25. — С. 262—265.
- Агапонов М. Н. Сосна піцундська в захисних насадженнях гірського Криму // Науковий вісник НАУ. — 2000. — Вип. 27. — С. 201—205.
- Агапонов М. Н., Селіванова Л. О., Неонета О. О. Лісопридатність ґрунтів Роздольненського району степового Криму // Лісівництво та агролісомеліорація. — 2007. — Вип. 111. — С. 106—110.

## Відзнаки
Нагороджений відзнаками:
- «Заслужений діяч науки і техніки АРК» (2009 р.),
- «Заслужений винахідник України» (2010 р.).